# Кристенсен, Йеспер (актёр)
Йеспер Кристенсен (дат. Jesper Christensen, род. 16 мая 1948 года в Копенгагене, Дания) — датский актёр. Ветеран европейского кинематографа, в последнее время он гораздо больше снимается в англоязычных фильмах, в частности в «Переводчице» Сидни Поллака и в мини-сериале «Revelations». Он также снялся в роли загадочного злодея мистера Уайта в фильмах из цикла о Джеймсе Бонде «Казино „Рояль“», «Квант милосердия» и «007: Спектр».
У себя на родине Кристенсен получил четыре премии Бодиль — главной кинопремии Дании. Три из них присуждены ему как лучшему актёру, за главные роли в картинах «Кажется, кто-то смеялся?» (1978, режиссёр Хеннинг Карлсен), где Кристенсен сыграл безработного, «Скамейка» (2000), в которой его герой Кай, бывший повар, потом безработный алкоголик, в финале жертвует собой, спасая ребёнка, и «Убийство» (2005), оба фильма входят в трилогию режиссёра Пера Флю, посвящённую датскому обществу.  Как лучший актёр второго плана Кристенсен был отмечен премией за роль судьи Соренскриверена в кинодраме «Барбара» (1997, режиссёр Нильс Мальмрос).
В 2006 году Йеспер Кристенсен отказался от вручения ему Рыцарского Креста Ордена Данеброга. По его мнению, сама идея монархии является преступлением против членов королевской семьи, и она не укладывается в современные нормы жизни.

## Избранная фильмография
- 2016 — «Выбор короля» — Хокон VII
- 2015 — «007: Спектр» — мистер Уайт
- 2013 — «Нимфоманка» — дядя Джерома
- 2011 — «Меланхолия» — дворецкий
- 2010 — «Расплата» — Дитер Фогель
- 2009 — «Молодая Виктория» — барон Стокмар
- 2008 — «Квант милосердия» — мистер Уайт
- 2008 — «Пламя и Цитрон» — отец Пламени
- 2006 — «Казино „Рояль“» — мистер Уайт
- 2005 — «Переводчица» — Нильс Луд
- 2000 — «Итальянский для начинающих» — отец Олимпии
- 1999 — «В Китае едят собак» (другое название «Быстрые стволы)
- 1993 — «Русская певица» — Кастенсен
- 1978 — «Рождённый зимой» (другое название «Зимние дети») — Андерс
- 1977 — «Hærværk»
- 1977 — «Pas på ryggen, professor»
- 1976 — «Strømer»